# Личи (животно)
Вижте пояснителната страница за други значения на Личи.
Личи (Kobus leche), наричана също воден козел лече, е вид африканска антилопа от семейство Кухороги. Разпространена е в откъснати популации край водни басейни в саванните райони на Африка на юг от екваториалната зона на континента.

## Разпространение
Видът е разпространен в Субсахарска Африка в район южно от екватора, основно в Замбия. Отделни популации обаче се срещат и в съседните страни -
ДР Конго, Ангола, Намибия и Ботсвана.

## Местообитания
Разпределението на антилопите личи е прекъснато с големи популации ограничени в обширни влажни зони в ареала на разпространение. Личи предпочитат крайбрежни зони, край блата в близост до вода и храна. Най-големите популации обаче са разпространени в обширни ниски зони, където целогодишно е влажно. В случаите на продължителни наводнявания, личи напускат равнините и временно се населват в гористи местности. Въпреки че видът е ограничен от блатистите райони покрай реки и езера, то повечето популации са постоянни или се разширяват и общия им брой се изчислява на около 200 хил. индивида.

## Подвидове
Видът е представен от пет подвида както следва:
- Kobus leche anselli Cotterill, 2005 – подвид от ДР Конго. Класифициран като критично застрашен поради намаляването до 1000 индивида днес от 20 хил. през 1980 г. в резултат на комерсиален лов.
- Kobus leche kafuensis Haltenorth, 1963 – Кафяво личи. Числеността на този подвид се е увеличил бавно от 40 – 45 хил. в началото на 1980-те до между 50 и 70 хил. в края на 1990-те и остава стабилна оттогава. Въпреки това подвидът е класифициран като застрашен поради това, че е ограничен на едно място в южна Замбия и от строителството на язовири в района.
- Kobus leche leche Gray, 1850 – Червено личи. Числеността на подвида е около 98 хил. индивида като 85% от тях са концентрирани в района на делтата на река Окаванго.
- †Kobus leche robertsi (W. Rothschild, 1907) – подвидът днес е изчезнал като няма известни представители от него включително и такива отглеждани в плен.
- Kobus leche smithemani (Lydekker, 1900) – Черно личи. От 1980-те години популацията на подвида се стабилизира до около 30 хил. индивида, но въпреки това е класифициран като уязвим поради ограниченото разпространение около езерото Бангвеулу в североизточна Замбия, опасността от бракониерство и зависимостта от водния режим.

## Морфологични особености
Антилопата е със средни размери на тялото. Височината при холката е около метър, а линията на гърба и косо се понижава към задната част на тялото. Рогата са красиви и лирообразни с дължина 45 - 92 cm. Налични са само при мъжките. Подвидовете на вида се отличават основно по окраската на тялото – от ярък червеникаво-кафяв до кафеникави със светъл корем. Мъжките тежат около 118 kg и потъмняват с напредване на възрастта, а женските – 80 kg.

## Поведение
Мъжките и женските личи остават разделени един от друг в по-голямата част на годината. Някои мъжки проявяват силно териториално поведение за част от годината. Женските и малките се придържат в близост до източници на вода, докато мъжките не се нуждаят от толкова вода, и се намират сравнително отдалечени от водни източници. Мъжките се конкурират за територия през размножителния период. В останалата част от годината те остават в ергенски стада. Стадата от женските са твърде променливи като няма сигурни лидер в групите. В рамките на тези групи, няма никаква връзка между отделните индивиди, с изключение на тази между майките и малките до първата си година след раждането. Личи са активни в часовете преди изгрев слънце и в продължение на няколко часа след това.

## Хранене
Личи консумират питателна растителна храна богата на влага. За целта те навлизат в блатистите участъци с цел да я достигнат като потъват до корема във вода. Въпреки влажната храна те пият вода до три пъти на ден.

## Размножаване
Размножителният период при личи е от ноември до февруари по време на влажния сезон. Половата зрялост при женските настъпва след навършване на година и половина, но при мъжките настъпва на около петгодишна възраст. Бременността продължава около седем и осем месеца, а две трети от малките се раждат в периода на едномесечен пик – от средата на юли до средата на септември. Раждането е в усамотени места или в присъствието на няколко женски. Малките остават скрити за около две – три седмици докато заякнат. Отбиването е на около половин годишна възраст.